# Hjärnsjukdomar
Hjärnsjukdomar är sjukdomar som drabbar hjärnan. De kan vara medfödda eller uppkommit genom till exempel olyckor eller sjukdomar. Dessa sjukdomar invalidiserar ofta något fysiologiskt system, och kan därigenom vålla förlamning eller bortfall av sinnen.
Några allvarliga hjärnsjukdomar är hjärntumör, hjärnblödning och stroke. I vissa fall vet man inte vilken hjärnsjukdom det är dvs en okänd hjärnsjukdom. Ungefär 30 barn varje år drabbas i Sverige av en odiagnosticerad hjärnsjukdom, Willefonden finns för dessa barn.